# Умалатов, Шамиль Магомедович
Шамиль Магомедович Умалатов (28 февраля 1975, Махачкала (по другим данным в Мекеги), Дагестанская АССР, РСФСР, СССР) — российский борец вольного стиля, бронзовый призёр чемпионатов России.

## Биография
Вольной борьбой занимается 1985 года. В 1995 году выиграл Спартакиаду народов СНГ. В 1999 году стал бронзовым призёром чемпионата России, через три года повторил тот же результат на чемпионате страны.

## Достижения
- Чемпионат России по вольной борьбе 1999 — ;
- Чемпионат России по вольной борьбе 2002 — ;

## Личная жизнь
В 1992 году окончил школу № 28 г. Махачкалы. В 1997 году закончил Дагестанский государственный технический университет.